# Talia (anatomia)

Talia u człowieka

Talia – naturalna linia na brzuchu pomiędzy klatką piersiową a kością biodrową.

## Anatomia
Talia jest to miejsce pomiędzy dolną krawędzią łuków żebrowych a górną krawędzią talerzy biodrowych, stanowiąca miejsce najmniejszego obwodu ciała u osób o prawidłowej masie ciała.

## Pomiar talii
Talię mierzy się w najwęższym miejscu tułowia pomiędzy łukami żebrowymi a talerzami biodrowymi, przy użyciu centymetra krawieckiego lub taśmy antropometrycznej. Obwodu talii nie należy mylić z obwodem pasa, który jest mierzony mniej więcej na poziomie pępka.

## Dymorfizm płciowy
W zakresie talii u ludzi występuje dymorfizm płciowy, u kobiet talia jest węższa w stosunku do wzrostu niż u mężczyzn.

## Znaczenie kliniczne
Wzrost obwodu talii o 1 cm związany jest z 2% wzrostem ryzyka, a wskaźnika talia-do-bioder (WHR) o 0,01 związany jest z 5% wzrostem ryzyka chorób sercowo-naczyniowych.
| Stopień otyłości | kobiety [cm] | mężczyzny [cm] | Ryzyko                  |
| ---------------- | ------------ | -------------- | ----------------------- |
| Norma            | < 80         | < 94           | niewielkie              |
| Nadwaga          | 80–88        | 94–102         | nieznacznie podwyższone |
| Otyłość          | > 89         | > 102          | podwyższone             |